# Tweede Slag van Dagorlad
De Tweede Slag van Dagorlad werd uitgevochten tussen koning Calimehtar van Gondor en de Oosterlingen. Zijn vader, Narmacil II, was in het jaar 1856 van de Derde Era in de strijd tegen hen gevallen en Calimehtar wenste hem te wreken. Hij slaagde daar in, daar hij een grootse overwinning boekte.

## Locatie
Het woord Dagorlad is Sindarijns voor slagveld en is sinds de Eerste Slag van Dagorlad de naam van de vlakte waarop verschillende veldslagen werden uitgevochten. Naast de eerste en deze slag werd in de Derde Era ook de Derde Slag van Dagorlad hier uitgevochten.